# Cortes Catalanas
Las Cortes Catalanas o Cortes Generales de Cataluña fueron el órgano legislativo del principado de Cataluña, integrante primero de la corona de Aragón y luego de la monarquía Hispánica, desde el siglo XIII hasta el siglo XVIII.

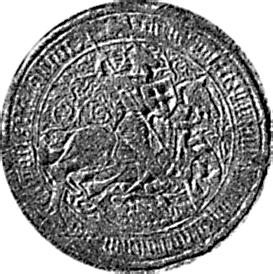
Sello de la Diputación del General del Principado de Cataluña de finales del que representa a su patrón portando el escudo de la Cruz de San Jorge que eran las armas de la Generalidad de Cataluña. En torno la leyenda: S(igillum) : CORTIUM : ET : PARLAMENTORUM : GENERALIUM : PRINCIPATUS : CATHALONIE ('Sello de las Cortes y el Parlamento del General del Principado de Cataluña').

Estaban compuestas por los llamados tres brazos: el eclesiástico, el militar o noble y el real o de las villas. El rey convocaba y abría las Cortes con una proposición real mientras que los brazos eran los encargados de legislar, siempre con el concurso del soberano. Si las leyes que se aprobaban eran las del rey recibían el nombre de "Constituciones"; si se aprobaban las de los brazos, "Capítulos de Cortes". Si el rey aprobaba una ley de forma unilateral recibía el nombre de "Actos de Cortes" y era necesaria la ratificación por parte de las cortes.
Las Cortes Generales de la Corona de Aragón celebraban conjunta y simultáneamente las Cortes de Aragón, Valencia y del Principado de Cataluña. El Reino de Mallorca no convocaba Cortes y enviaba a sus representantes a las del Principado. Como no se podían convocar fuera de Aragón ni del Principado, se solían celebrar en Monzón o en Fraga, localidades aragonesas equidistantes entre Zaragoza y Barcelona.
A diferencia de las Cortes de Castilla de la época, que funcionaban únicamente como órgano consultivo al que el rey concedía privilegios y fueros, las Cortes catalanas eran un órgano normativo, ya que sus acuerdos tenían fuerza de ley, en el sentido de contrato que el rey no podía revocar.

## Historia
Los antecedentes de las Cortes catalanas hay que situarlos en la Corte Condal (hacia el año 1000) y en aquellas asambleas de Paz y Tregua que desde 1021 se reunían para deliberar y pactar la interrupción de las guerras y los actos de violencia.
Las primeras Cortes Catalanas datan del año 1192, año en el que el brazo popular participa por primera vez en la asamblea de Paz y Tregua. Las de 1214 fueron convocadas por el legado pontificio, el cardenal Pedro de Benevento, en el Castillo de la Zuda, en Lérida y respondían a la necesidad de arreglar la situación confusa del país después de la muerte del rey Pedro el Católico en la batalla de Muret y al inicio del reinado de su hijo Jaime I de tan solo 6 años. El nuevo rey de Aragón hizo su juramento delante de prelados y magnates de la curia real, de los representantes de las ciudades y las villas.  En la época de Jaime I (1208-1276), se reunían convocadas por el rey como representativas de los estamentos sociales de la época.
Bajo el reinado de Pedro el Grande (1276-1285), las cortes catalanas tomaron forma institucional. En las cortes celebradas en Barcelona en 1283, el rey se obligaba a celebrar Corte General una vez al año, con la participación representativa de la época, para tratar del buen estado y la reforma de la tierra. El propio rey establecía: "si nosotros y nuestros sucesores queremos hacer una constitución o estatuto en Cataluña, los someteremos a la aprobación y al consentimiento de los prelados, barones, caballeros y de los ciudadanos...".[Cita requerida]
En las cortes celebradas en Monzón en 1289, se designó una Diputación del General como una diputación permanente para recaudar el "servicio" o tributo que los brazos concedían al rey a petición suya. Posteriormente, darían origen a la Generalidad de Cataluña, en el siglo XIV. Su reglamento también fue utilizado para crear en el siglo XV la Generalidad Valenciana.
En las Cortes Generales de 1358-1359, celebradas en Barcelona, Villafranca del Panadés y Cervera bajo el reinado de Pedro IV de Aragón, Castilla invadió Aragón y Valencia lo que provocó una serie de enfrentamientos bélicos que ocasionaron grandes gastos a la Corona de Aragón. Esta circunstancia motivó que las Cortes designaran doce diputados con atribuciones ejecutivas en materia fiscal y unos "oyentes de cuentas" que controlaban la administración bajo la autoridad del que está considerado como primer diputado eclesiástico de la Diputación del General de Cataluña, Berenguer de Cruïlles, obispo de Gerona.
En 1519, las Cortes se reunieron en Barcelona para reconocer al primer monarca conjunto de las coronas de Castilla y Aragón, Carlos I, y para discutir la concesión de una ayuda económica a la Corte real. Fue durante la estancia del rey en Barcelona cuando llegó la noticia de que Carlos había sido elegido emperador del Sacro Imperio Romano Germánico con el nombre de Carlos V.
Durante el periodo de los Austrias, las Cortes fueron convocadas cada vez menos, ya que suponían un freno al poder absoluto del rey. Por eso, la Generalidad, como órgano encargado de velar por el cumplimiento de las Constituciones de Cataluña, fue ganando en fuerza y protagonismo.
Las últimas Cortes Generales fueron celebradas en Barcelona en 1705-1706. Esta institución desapareció, al igual que las demás instituciones catalanas, tras el final de la Guerra de sucesión en 1714.

## Listado de Cortes
Las Cortes Catalanas fueron convocadas como Cortes Generales un total de 73 veces entre los años 1228 y 1705. Las convocadas en Monzón y Fraga fueron también Cortes Generales de la Corona de Aragón.
|                                               | Año       | Rey                                      | Sede                                     |
| --------------------------------------------- | --------- | ---------------------------------------- | ---------------------------------------- |
| Cortes de Villafranca del Penedès y Barcelona | 1218      | Jaime I de Aragón                        | Villafranca del Panadés y Barcelona      |
| Cortes de Barcelona                           | 1228      | Jaime I de Aragón                        | Barcelona                                |
| Cortes de Tarragona                           | 1235      | Jaime I de Aragón                        | Tarragona                                |
| Cortes de Tarragona                           | 1239      | Jaime I de Aragón                        | Tarragona                                |
| Cortes de Gerona                              | 1240-1241 | Jaime I de Aragón                        | Gerona                                   |
| Cortes de Lérida                              | 1242      | Jaime I de Aragón                        | Lérida                                   |
| Cortes de Barcelona                           | 1251      | Jaime I de Aragón                        | Barcelona                                |
| Cortes de Lérida                              | 1257      | Jaime I de Aragón                        | Lérida                                   |
| Cortes de Tarragona                           | 1260      | Jaime I de Aragón                        | Tarragona                                |
| Cortes de Barcelona                           | 1283      | Pedro III de Aragón                      | Barcelona                                |
| Cortes de Monzón                              | 1289      | Alfonso III de Aragón                    | Monzón                                   |
| Cortes de Barcelona                           | 1291-1292 | Jaime II de Aragón                       | Barcelona                                |
| Cortes de Barcelona                           | 1300      | Jaime II de Aragón                       | Barcelona                                |
| Cortes de Lérida                              | 1301      | Jaime II de Aragón                       | Lérida                                   |
| Cortes de Montblanch                          | 1307      | Jaime II de Aragón                       | Montblanch                               |
| Cortes de Barcelona                           | 1311      | Jaime II de Aragón                       | Barcelona                                |
| Cortes de Gerona                              | 1321      | Jaime II de Aragón                       | Gerona                                   |
| Cortes de Barcelona                           | 1325      | Jaime II de Aragón                       | Barcelona                                |
| Cortes de Montblanch                          | 1333      | Alfonso IV de Aragón                     | Montblanch                               |
| Cortes de Perpiñán                            | 1350-1351 | Pedro IV de Aragón                       | Perpiñán                                 |
| Cortes de Perpiñán                            | 1356      | Pedro IV de Aragón                       | Perpiñán                                 |
| Cortes de Barcelona, Villafranca y Cervera    | 1358-1359 | Pedro IV de Aragón                       | Barcelona, Villafranca y Cervera         |
| Cortes de Monzón                              | 1362-1363 | Pedro IV de Aragón                       | Monzón                                   |
| Cortes de Barcelona y Lérida                  | 1364      | Pedro IV de Aragón                       | Barcelona y Lérida                       |
| Cortes de Tortosa                             | 1365      | Pedro IV de Aragón                       | Tortosa                                  |
| Cortes de Barcelona                           | 1365      | Pedro IV de Aragón                       | Barcelona                                |
| Cortes de Villafranca y Barcelona             | 1367      | Pedro IV de Aragón                       | Villafranca y Barcelona                  |
| Cortes de Barcelona                           | 1368-1369 | Pedro IV de Aragón                       | Barcelona                                |
| Cortes de Tarragona, Montblanch y Tortosa     | 1370-1371 | Pedro IV de Aragón                       | Tarragona, Montblanch y Tortosa          |
| Cortes de Barcelona                           | 1372-1373 | Pedro IV de Aragón                       | Barcelona                                |
| Cortes de Lérida                              | 1375      | Pedro IV de Aragón                       | Lérida                                   |
| Cortes de Monzón                              | 1376-1377 | Pedro IV de Aragón                       | Monzón                                   |
| Cortes de Barcelona                           | 1377-1378 | Pedro IV de Aragón                       | Barcelona                                |
| Cortes de Barcelona                           | 1379-1380 | Pedro IV de Aragón                       | Barcelona                                |
| Cortes de Monzón-Fraga                        | 1383-1384 | Pedro IV de Aragón                       | Monzón y Fraga                           |
| Cortes de Monzón                              | 1388-1389 | Juan I de Aragón                         | Monzón                                   |
| Cortes de Barcelona                           | 1409      | Martín I de Aragón                       | Barcelona                                |
| Cortes de Barcelona                           | 1413      | Fernando I de Aragón                     | Barcelona                                |
| Cortes de Montblanch                          | 1414      | Fernando I de Aragón                     | Convento de San Francisco, Montblanch    |
| Cortes de San Cugat-Tortosa                   | 1419-1420 | Alfonso V de Aragón                      | San Cugat y Tortosa                      |
| Cortes de Barcelona                           | 1421-1423 | Alfonso V de Aragón                      | Barcelona                                |
| Cortes de Tortosa                             | 1429-1430 | Alfonso V de Aragón                      | Tortosa                                  |
| Cortes de Barcelona                           | 1431-1434 | Alfonso V de Aragón                      | Barcelona                                |
| Cortes de Monzón                              | 1435      | Alfonso V de Aragón                      | Monzón                                   |
| Cortes de Barcelona                           | 1436-1437 | Alfonso V de Aragón                      | Barcelona                                |
| Cortes de Lérida                              | 1440      | Alfonso V de Aragón                      | Lérida                                   |
| Cortes de Tortosa                             | 1442-1443 | Alfonso V de Aragón                      | Tortosa                                  |
| Cortes de Barcelona                           | 1446-1448 | Alfonso V de Aragón                      | Barcelona                                |
| Cortes de Barcelona                           | 1454-1458 | Alfonso V de Aragón                      | Barcelona                                |
| Cortes de Fraga y Lérida                      | 1459      | Juan II de Aragón                        | Fraga y Lérida                           |
| Cortes de Lérida                              | 1460      | Juan II de Aragón                        | Lérida                                   |
| Cortes de Monzón                              | 1470      | Juan II de Aragón                        | Monzón                                   |
| Cortes de Perpiñán y Barcelona                | 1473-1479 | Juan II de Aragón                        | Perpiñán y Barcelona                     |
| Cortes de Barcelona                           | 1480-1481 | Fernando II de Aragón                    | Barcelona                                |
| Cortes de Barcelona                           | 1493      | Fernando II de Aragón                    | Barcelona                                |
| Cortes de Tortosa                             | 1495      | Fernando II de Aragón                    | Tortosa                                  |
| Cortes de Barcelona                           | 1503      | Fernando II de Aragón                    | Barcelona                                |
| Cortes de Monzón                              | 1510      | Fernando II de Aragón                    | Monzón                                   |
| Cortes de Monzón                              | 1512      | Fernando II de Aragón                    | Monzón                                   |
| Cortes de Lérida                              | 1515      | Fernando II de Aragón                    | Lérida                                   |
| Cortes de Barcelona                           | 1519-1520 | Carlos I de España                       | Barcelona                                |
| Cortes de Monzón                              | 1528      | Carlos I de España                       | Monzón                                   |
| Cortes de Barcelona                           | 1529      | Carlos I de España                       | Barcelona                                |
| Cortes de Monzón                              | 1533      | Carlos I de España                       | Monzón                                   |
| Cortes de Monzón                              | 1537      | Carlos I de España                       | Monzón                                   |
| Cortes de Monzón                              | 1542      | Carlos I de España                       | Monzón                                   |
| Cortes de Monzón                              | 1547      | Carlos I de España                       | Monzón                                   |
| Cortes de Monzón                              | 1553      | Carlos I de España                       | Monzón                                   |
| Cortes de Monzón y Barcelona                  | 1563-1564 | Felipe II de España                      | Monzón y Barcelona                       |
| Cortes de Monzón y Binéfar                    | 1585      | Felipe II de España                      | Iglesia de Santa María, Monzón y Binéfar |
| Cortes de Barcelona                           | 1599      | Felipe III de España                     | Barcelona                                |
| Cortes de Barcelona                           | 1626      | Felipe IV de España                      | Barcelona                                |
| Cortes de Barcelona                           | 1632      | Felipe IV de España                      | Barcelona                                |
| Cortes de Montblanch (no inauguradas)         | 1640      | Felipe IV de España                      | Montblanch                               |
| Cortes de Barcelona                           | 1701-1702 | Felipe V de España                       | Convento de San Francisco, Barcelona     |
| Cortes de Barcelona                           | 1705-1706 | Carlos III de España (archiduque Carlos) | Palacio de la Generalidad, Barcelona     |